# Bauplatz
Bauplatz was vanaf begin jaren tachtig een cultureel podium in Venlo, Nederland. Het podium werd opgezet door een groep van diverse mensen die geïnteresseerd raakten in nieuwe experimentele muziek. Bauplatz bleek van betekenis voor de Nederlandse punkcultuur, vele bands zoals onder anderen Winterswijx Chaos Front, Lärm, Wax pontiffs maakten daar hun geluidsopnamen.

## Geschiedenis
In 1980 werd het pand St. Martinusstraat 24 gekraakt en kort daarna gelegaliseerd. Na opknap van het pand werden er activiteiten ontplooid, gericht op politiek verzet en muziek. De Bauplatz bestond uit een oefenruimte en studio, kraakspreekuur, Limbabwe Records/winkel, een kleine bibliotheek, en een concertzaal. In 1984 kraakte een nieuwe generatie in dezelfde straat een ruimte waarheen de activiteiten werden verplaatst omdat het pand nummer 24 te klein was geworden wegens de toeloop. Het pand zelf bleef bewoond tot ongeveer 1995 toen de laatste bewoner vertrok.